# Brestje
Brestje é um assentamento localizado no município de Brda na Eslovênia. Possuía uma população estimada de 41 habitantes em 2020.